# 妙蓮寺 (柏市)
妙蓮寺（みょうれんじ）は、千葉県柏市にある日蓮宗の寺院。

## 歴史
1602年（慶長7年）、本行院日元によって開山された。市川市の法華経寺の末寺である。
その後、幕末期に当寺第24世住職了円院日進の時に、本堂や庫裡を再建している。

## 交通アクセス
- 増尾駅より徒歩8分。